# Île Prat
L'île Prat, en espagnol : isla Prat, est une île située dans la partie australe du Chili, dans l'océan Pacifique, au sud du golfe de Penas. Elle fait partie de l'archipel Wellington et est administrativement rattachée à la province de Capitán Prat, dans la XIe région Aisén del General Carlos Ibáñez del Campo. Avec une superficie de 760,8 km2, elle est par sa taille la 18e plus grande île du Chili. Elle a été nommée en l'honneur d'Arturo Prat, héros de la Marine chilienne, tué lors de la bataille navale d'Iquique.

## Situation géographique
De forme triangulaire, ses côtés les plus grands mesurent 22 milles chacun. Les côtes orientales et occidentales comportent de nombreuses baies. Elle est entourée au nord par le canal Barbarossa (es), à l'est et au sud-est par le canal Albatross (es) et à l'ouest par le canal Fallos (es).